# Micrathyria ringueleti
Micrathyria ringueleti är en trollsländeart som beskrevs av Rodrigues Capitulo 1988. Micrathyria ringueleti ingår i släktet Micrathyria och familjen segeltrollsländor. Inga underarter finns listade i Catalogue of Life.